# 史蒂芬號驅逐艦 (DD-86)
史蒂芬號驅逐艦（舷號DD-86）是一艘美國海軍建造的驅逐艦，為維克斯級驅逐艦的12號艦。她是美軍第一艘以史蒂芬為名的軍艦，以紀念1812年戰爭時期的海軍軍官湯馬士·史蒂芬（Thomas Holdup Stevens）。
史蒂芬號在1917年於霍河造船廠開始建造，在1918年下水服役。接著史蒂芬號派往英國及法國海域護航商船。戰後史蒂芬號留在大西洋執勤，在1922年退役，並長期封存。1936年史蒂芬號除籍，並出售拆解。